# Близниченко, Андрей Валерьевич
Андре́й Вале́рьевич Близниче́нко (укр. Андрій Валерійович Блізніченко; род. 24 июля 1994, Новоград-Волынский, Житомирская область) — украинский футболист, полузащитник запорожского «Металлурга». Выступал за молодёжную сборную Украины.

## Клубная карьера
Первым тренером Андрея стал его отец — Валерий Анатольевич, тренер ДЮСШ «Звягель», который начал прививать сыну любовь к футболу уже в трёхлетнем возрасте.
Свою карьеру Андрей начал осенью 2007 года в юношеской команде запорожского «Металлурга» на позиции нападающего. Впоследствии был переведён в полузащиту. За неполные 4 года выступлений в ДЮФЛ Близниченко в юношеской лиге провёл 69 матчей, в которых забил 80 мячей.
В 2011 году расхождения относительно нового контракта с руководством «Металлурга» привело к конфликту, из за чего Андрей на год остался вне футбола. В это же время футболист серьёзно травмировался в матче за юношескую сборную Украины.
Летом 2012 года подписал контракт с «Днепром», который помог Андрею с операцией в Германии. В дебютном сезоне за новый клуб провёл 14 матчей за дублирующий состав. 28 ноября 2013 года дебютировал в основном составе «Днепра» в матче Лиги Европы против румынского «Пандурия» (4:1 победа «Днепра»).
Во время зимнего перерыва сезона 2013/14 находился на просмотре во львовских «Карпатах». Но клубы не смогли договориться относительно условий выступлений игрока.
5 апреля 2014 года провёл первый матч в Премьер-лиге: «Днепр» на выезде победил симферопольскую «Таврию» со счётом 2:0.
В январе 2017 года перебрался в Турцию, подписав контракт с турецким клубом «Кардемир Карабюкспор» на 2,5 года. За переход Близниченко «Днепр» получил 300 тысяч евро.
В конце октября 2018 года стал игроком молдавского «Шерифа».

## Карьера в сборной
За юношескую сборную Украины до 17 лет дебютировал 18 августа 2009 года в матче против Литвы, в котором украинцы уступили (1:4). А уже через 4 дня впервые отметился в составе сборной, забив гол в ворота сборной Беларуси. С 2009 по 2013 год в составе юношеских сборных всех возрастов провёл 54 матча и забил 10 голов.
Выступал за молодёжную сборную Украины.

## Семья
Брат, Виктор Близниченко, также профессиональный футболист

## Достижения
«Днепр»
- Серебряный призёр Чемпионата Украины: 2013/14
- Финалист Лиги Европы: 2014/15

«Шериф»
- Чемпион Молдовы (2): 2018/19, 2020/21
- Обладатель Кубка Молдовы: 2018/19

## Статистика
| Сезон   | Клуб        | Лига               | Чемпионат | Чемпионат | Кубок | Кубок | Дубль | Дубль |
| Сезон   | Клуб        | Лига               | Игры      | Голы      | Игры  | Голы  | Игры  | Голы  |
| ------- | ----------- | ------------------ | --------- | --------- | ----- | ----- | ----- | ----- |
| 2012/13 | Днепр       | Премьер-лига       |           |           |       |       | 14    | 6     |
| 2013/14 | Днепр       | Премьер-лига       | 1         | 0         |       |       | 24    | 9     |
| 2014/15 | Днепр       | Премьер-лига       | 8         | 3         | 2     | 0     | 18    | 6     |
| 2015/16 | Днепр       | Премьер-лига       | 2         | 0         |       |       | 21    | 5     |
| 2016/17 | Днепр       | Премьер-лига       | 15        | 2         | 1     | 0     | 2     | 0     |
| 2016/17 | Карабюкспор | Турецкая Суперлига | 12        | 1         | 0     | 0     | 0     | 0     |
| 2017/18 | Карабюкспор | Турецкая Суперлига | 21        | 0         | 3     | 0     | 0     | 0     |